# يوفال ديسكين
يوفال ديسكين (بالعبرية: יובל דיסקין‏) رئيس سابق لجهاز الأمن العام الإسرائيلي (الشاباك) حتى تاريخ 28 مارس 2011 . أب لأربعة ومتزوج للمرة الثانية، • تسلم مهامه رئيسا للشاباك في 15 مايو 2005 تى.

## الدراسة والإجازات العلمية
• حاصل على الشهادة الجامعية الأولى بتخصص دراسات ارض إسرائيل والعلوم السياسية من جامعة بار إيلان الإسرائيلية.
• والشهادة الجامعية الثانية ماجستير في العلوم السياسية والإدارة العامة من جامعة حيفا.

## تاريخه في المخابرات الإسرائيلية
- بدأ يوفال ديسكين خدمته العسكرية في الجيش الإسرائيلي في دورية «شكيد»، وكان نائبا لقائد الوحدة.
- وفي مايو 1978 بدأ خدمته في جهاز الشاباك في شعبة الشؤون العربية.
- خلال الحرب الإسرائيلية الأولى على لبنان خدم مسؤولا عن الشاباك في بيروت وصيدا.
- وتدرج ديسكين في شعبة الشؤون العربية إلى أن وصل إلى مرتبات عالية، إذ بدأ منسقا ميدانيا في مدينة نابلس، ثم عين في العام 1984 منسقا لنشاطات المخابرات الإسرائيلية في المحافظة ككل، وفي العام 1989 كان منسقا في محافظتي جنين وطولكرم، وفي العام 1990 عين رئيسا لقسم مكافحة الإرهاب العربي في شعبة الشؤون العربية.
- وفي العام 1994 أصبح رئيسا لشعبة الشؤون العربية ذاتها.
- في العام 1997 أصبح مدير المخابرات المسؤول عن منطقة القدس، وهو منصب يوازيه في الدرجة ما يسمى بقائد المنطقة الوسطى في جيش الاحتلال الإسرائيلي.
- شغل ما بين العامين 2000 – 2003 منصب نائب رئيس الشاباك.
- في الفترة من 2003 – 2005 انصرف للدراسة، وتواصل مع رئيس الموساد مائير داغان وكان مستشارا خاصا له.
- تسلم مهامه رئيسا للشاباك في 15 مايو 2005, خلفا لآفي ديختير (56 عاما وزير الأمن الداخلي في الحكومة الإسرائيلية الحالية) الذي أمضى في المنصب خمس سنوات غير قابلة للتمديد أكثر من ذلك حسب قانون الشاباك.
- وسائل الإعلام الإسرائيلية في حينه أبدت اهتماماً نادراً ما تبديه بحجم الاهتمام الذي قابلت به تعيين الرئيس الجديد لجهاز الشاباك يوفال ديسكين، فباهتمام أقل تم التعاطي مع تعيين الرئيس الجديد لهيئة أركان الجيش دان حالوتس، حيث تزامن الحدثين آنذاك.

## معالم شخصيته
يمكن الوقوف على بعض من ملامح شخصية ديسكين من خلال الاستعراض لأسلوب عمله، أو لنظرته وآرائه من بعض المواقف التي واجهته في عمله سواءا كضابط، أو كقائد للشاباك.

## فترة عمل ديسكين في نابلس
• يتذكر الفلسطينيون خاصة من أهالي نابلس وقراها ومخيماتها اسم التمويه الذي كان يحمله ديسكين في مهماته داخل الأراضي الفلسطينية المحتلة (الكابتن يونس) بالرغم من مضي أكثر من 30 عاما عليها، فأفعال ضابط المخابرات الكابتن يونس مازالت حاضرة في أزقة مدينة نابلس ومخيماتها لما انطوت عليه من مثابرة في المتابعة الاستخبارية والملاحقة الميدانية والاعتقال والإبعاد لكل ناشط في تلك الحقبة. وأخيرا تعرف ضحايا ديسكين على شخصيته الحقيقية بعد الإعلان الرسمي عن تعيينه رئيسا للشاباك في أيار 2005 ونشر صوره.
• ومثالا على متابعته الميدانية أنه كان يدخل المخيم (مخيم بلاطة) في وضح النهار يوقف الناس في الشوارع ويتحدث معهم بلغة عربية فصيحة ويرسل عبرهم الرسائل للنشطاء فيقول: ابلغوا فلانا أن عليه أن يصمت وإلا سيعتقل، اخبروا فلانا أن اعتقاله سيكون قريبا أو أن عمله مكشوف وسيكون حسابنا معه عسيرا...
• ويتحدث بعض من لهم تجربة مع ديسكين في أقبية التحقيق عن تنوع أساليب ديسكين في التحقيق معهم بالضغط والحوار ومحاولة الإقناع بالوعود والاحتيال، ولكن أبرز أسلوب كان ديسكين يتبعه هو زرع الشك في نفوس الناس من بعضهم البعض بطرق مختلفة منها تكرار طلبه لشخص معين بالحضور إلى مكتبه أو توقيفه في الشارع والتحدث إليه.
• ويقول أحد المعاصرين الفلسطينيين لتلك الفترة أن ديسكين نجح في تفكيك خلايا حركة فتح العسكرية في الضفة في العام 83, حيث اعتقل أكثر من 200 ناشط في الجهاز العسكري كانوا منتشرين في جميع أنحاء الضفة وبعضهم في قرية كفر قاسم داخل الخط الأخضر.

## عقيدة الاغتيالات المركزة
من الجدير بالذكر أنه مما يعرف عن ديسكين على صعيد طباعه الشخصية أنه صاحب مزاج عاصف خلق له الكثير من الأعداء والخصوم وهو في طريقه إلى قمة الهرم الأمني الداخلي الإسرائيلي. كان ديسكين على اتصالات وثيقة جدا مع قادة أجهزة الأمن الفلسطينية أيام التوقيع على اتفاقات أوسلو بين الجانبين الفلسطيني والإسرائيلي، وكان يعرف هؤلاء القادة تمام المعرفة، وقد استغل معرفته هذه بالقادة الأمنيين الفلسطينيين عندما اندلعت انتفاضة الأقصى فابتدع أسلوب الاغتيالات المركزة والتصفيات الجسدية لمجاهدي الانتفاضة، فتركزت مهمته على توثيق العلاقة بين الشاباك وجيش الاحتلال إذ كان يقوم بتزويد سلاح الجو الإسرائيلي بالمعلومات الميدانية التي يجمعها عملاء جهازه في الأراضي الفلسطينية المحتلة بغرض القيام بالتصفيات فاعتبر ديسكين صاحب عقيدة الاغتيالات المركزة التي تبنتها المخابرات الإسرائيلية طيلة سنوات الانتفاضة الأخيرة.
وخلال العامين من 2003-2005 أي قبل تعيينه رئيسا للشاباك انصرف ديسكين للدراسة، إذ قدم دراسة أكاديمية سرية ومصنفة حول الجهاد الإسلامي في العالم أثارت الكثير من الأصداء داخل المنظومة الأمنية الإسرائيلية. كان ديسكين خلال تلك الفترة يقوم بزيارات كثيرة لجهاز الموساد، ويقدم لرئيسه الحالي مائير داغان استشاراته بضرورة تبني أسلوب عمل الشاباك بالاغتيالات والتصفيات الجسدية الأمر الذي كان له بالغ التأثير على رئيس الموساد مائير داغان والذي أعلن صراحة وفي أكثر من محفل أن جهازه يعمل وسيركز على اغتيال ما نعتهم على حد تعبيره بقادة الإرهاب الإسلامي في العالم. وقد كشف ديسكين عن عقيدته في أول ظهور علني له فقال: إن إسرائيل ستواجه صعوبات في تنفيذ سياسة الاغتيالات المركزة ضد حماس السياسية كما فعلت ضد حماس العسكرية، وانه لن يكون سهلا اغتيال قادة الحركة السياسيين لانعدام التبريرات لها. وأضاف تعقيبا على انخراط حماس المتوقع (آنذاك) في الحياة السياسية وخوضها الانتخابات التشريعية انه يفضل حماس كمنظمة إرهابية يمكن توجيه الضربات لها على حماس سياسية اجتماعية إرهابية في السلطة وزاد أن تعاظم قوة حماس قد يجعلها جزءا من القيادة الفلسطينية المستقبلية في السلطة.

## موقفه من الانسحاب من قطاع غزة عام 2005
• تسلم ديسكين مهامه رئيسا للشاباك والتجهيز لعملية الانسحاب من قطاع غزة التي قادها شارون كانت في طور الاستعدادات النهائية للتنفيذ. ديسكين كان معارضا لتلك الخطة، وعبر عن ذلك بقوله «إن إزالة المغتصبات عبارة عن (نزع للجذور) لا عملية إخلاء».
• فيما بعد قال ديسكين إنه يعتقد أن شارون أخطأ بانسحابه من غزة في من دون التأكد من أنه بإمكان السلطة الفلسطينية أن تملأ الفراغ الأمني. وأضاف: «من ناحية أمنية، أنا أعارض تسليم أي أراضي للفلسطينيين إلا في حال تأكدنا من وجود مسؤولين سيسيطرون عليها ويلتزمون ببسط القانون».في ذلك الوقت اعتبر ديسكين قيادة محمود عباس للسلطة الفلسطينية ضعيفة وقال: «انه يريد فعل شيء لكنه غير قادر – انه لا يحارب بأي شكل الإرهاب والمجتمع الفلسطيني مشرذم».
• وكان أكثر ما يثير اهتمام ديسكين في هذا الموضوع هو السيطرة على محور صلاح الدين وكان يرى أن تعاوناً مصريا فلسطينياً لمنع تهريب الأسلحة عبر محور فيلادلفي (صلاح الدين) سيكون أفضل من تعاون إسرائيلي فلسطيني بهذا الشأن.
• يوفال ديسكين توقع آنذاك أن تصعد حركة حماس من عملياتها في الضفة الغربية بعد الانتهاء من تنفيذ خطة فك الارتباط مقابل تهدئة الوضع في قطاع غزة. ومن هنا يرى هو والكثير من القادة العسكريين في إسرائيل أن هذه الخطة ستمس بأمن إسرائيل في السنوات القادمة.

## تقدير موقفه المسبق من نتائج الانتخابات التشريعية الفلسطينية
• قال يوفال ديسكين في جلسة الحكومة 23/12/2005، إنه في حال جرت الانتخابات للسلطة الفلسطينية فإن احتمالات حركة فتح في الفوز هي قريبة من الصفر، نظراً لكون أجهزتها في حالة صعبة. وقال إنه في حال جرت الانتخابات فمن المتوقع أن تحقق حركة حماس «نصراً ساحقاً».
• وفي ذلك الوقت أعرب بأن المسألة القائمة أمام إسرائيل بشأن قطاع غزة هي ذات خصائص سياسية أكثر مما هي عسكرية. وبحسب أقواله فقد تطور في قطاع غزة مشكلتان؛ الأولى تواصل إطلاق الصواريخ، والثانية بناء القوة العسكرية لحركة حماس. وبرأيه فإن هذا وضع مركب ومعقد، وفي ظل هذا الوضع فإن الحلول هي سياسية أكثر مما هي عسكرية.
• خلال جلسة النقاش ذاتها سألت وزيرة الخارجية تسيبي ليفني، عما إذا كان لحركة حماس القدرة على السيطرة على عمليات إطلاق الصواريخ، أجاب ديسكين بأنه من الناحية العسكرية فإن حماس لديها القدرة على ذلك، ولكن من الناحية الإيديولوجية فإن حماس لن تعمل ضد نشاط تنظيم آخر، وأضاف إن حركة حماس لم تبادر أبداً إلى عملية ضد تنظيم آخر.

## موقفه من عملية عسكرية إسرائيلية في غزة
بدأت موجة التهديد الإسرائيلية بعملية برية على قطاع غزة تثار من حين لآخر بعد مباشرة الكيان لما أسماه خطة فك ارتباطه عن غزة، والمتتبع لموقف ديسكين يرى أنه تأرجح بين الموافقة والمعارضة ولكن الذي كان يوجه موقف ديسكين بهذا الشأن هو الوضع الداخلي على الساحة الفلسطينية الذي يمكن تقسيمه كالآتي:

## فترة تشكيل حماس للحكومة الفلسطينية العاشرة
• بعد عملية الوهم المتبدد النوعية وأسر الجندي الإسرائيلي شاليط، اختلف ديسكين مع الجيش في طريقة وأهداف العملية العسكرية، فرؤية الجيش كانت تتمثل في الضغط العسكري من أجل إتمام صفقة لتبادل الأسرى، لكن ديسكين رفض تماما الحديث عن صفقة تبادل للأسرى، وكان يرى أن أي عمل عسكري يجب أن يكون هدفه تحقيق لقوة الردع مع حماس بمنأى عن الحديث في موضوع شاليط.
• في الفترة التي أعقبت انتهاء سلسلة العمليات العسكرية الإسرائيلية صيف 2006 التي سميت من قبلهم (بأمطار الصيف) وذلك ردا على عملية الوهم المتبدد، راح ديسكين يحذر من أنه في حال لم تتحرك إسرائيل سريعاً فإن قطاع غزة سيتحول إلى جنوب لبنان، بحيث يتم تهريب صواريخ يصل مداها إلى المدن الإسرائيلية الكبيرة الواقعة في محيط القطاع.
• وحاول ديسكين بعث الفزع في نفوس وزراء الحكومة الإسرائيلية عندما قال إن عناصر المقاومة الفلسطينية قاموا بتهريب جميع أنواع السلاح ما عدا الطائرات والدبابات. وشاركه في هذا التوجيه وزير الأمن الداخلي الصهيوني آفي ديختير، بقوله إنه يتوجب على الدولة العبرية شن حملة عسكرية على قطاع غزة وإجبار الفلسطينيين على دفع ثمن باهظ جراء مواصلتهم إطلاق الصواريخ على مستوطنات النقب.

## فترة ما قبل حكومة الوحدة الوطنية
بعد صمود الحكومة الفلسطينية العاشرة المشكلة من حماس، وفشل محاولات الحصار السياسي والاقتصادي والعصيان المدني، لجأت فتح إلى الخيار الأمني الذي جر الساحة الفلسطينية نحو الصدام الداخلي المسلح والذي بلغ ذروته قبل اتفاق مكة وإعلان تشكيل حكومة الوحدة الوطنية. في هذه الفترة اعتبر ديسكين أن أي تدخل عسكري إسرائيلي في قطاع غزة لن يكون بناءا، وقال: إن أي عملية عسكرية واسعة في قطاع غزة ستدفع جميع الفصائل الفلسطينية إلى وضع خلافاتها الداخلية جانبا والتوحد لمواجهة القوات الإسرائيلية. رغم ذلك شدد ديسكين على ضرورة أن تكون للجيش الإسرائيلي خطة عمليات في قطاع غزة قائلا: من الممكن أن نصل إلى مرحلة نكون فيها مجبرين على التحرك شئنا أم أبينا. وكان واضحاً تماماً عندما اعتبر أن نجاح الفلسطينيين في تشكيل حكومة وحدة وطنية يعني أنه يتوجب على إسرائيل أن تتحرك فوراً للعمل عسكرياً في القطاع ضد حركة حماس، لأن حكومة من هذا النوع ستتيح لحماس تعزيز قوتها والتخلص من المقاطعة الدولية لها وإضعاف موقع رئيس السلطة محمود عباس على حد تعبيره.

## فترة ما بعد حكومة الوحدة الوطنية
• تبين مسبقا من أن حكومة وحدة وطنية سيرافقها دعوة من ديسكين لوضع حد لتنامي خطر حماس في غزة. فبعد تشكيل حكومة الوحدة الوطنية مباشرة تحدث يوفال ديسكين يوم 13/3/2007 قائلا: في جهاز الأمن يشعرون بأن القيادة السياسية باتت مسلمة بأن العملية العسكرية شبه حتمية.
• وزعم ديسكين في حينه أن العشرات من عناصر حركة حماس يتلقون تدريبات عسكرية في العديد من الدول ومن بينها إيران. واعتبر ديسكين أن التدريبات التي يتلقاها هؤلاء تمثل تهديداً أكبر من التهديد الذي تمثله المواد المتفجرة.
• وفي هذا السياق التعبوي التحريضي أفردت الصحافة الإسرائيلية مساحة كبيرة لتصريحات ديسكين، بالإضافة إلى مقالات أخرى، والتي تتحدث عن تعاظم قوة حماس العسكرية في قطاع غزة والدور الإيراني في تدريب عناصر حماس، واستمرار تهريب الوسائل القتالية، علاوة على مواصلة تطوير الصواريخ وزيادة مداها، الأمر الذي يزيد من احتمالات القيام بحملة عسكرية واسعة على القطاع.

## فترة ما بعد الحسم العسكري لحماس في غزة
• في هذه الفترة ارتفعت وتيرة تحذيرات ديسكين من خطر حماس في غزة، وراح يدلل بالأرقام والإحصائيات عن حجم ونوعية الأسلحة والأموال والمقاتلين، التي تدخل غزة عن طريق حدودها مع مصر، وعبر عن ذلك قائلا إن شبه جزيرة سيناء باتت «الخاصرة الضعيفة» بالنسبة إلى الدفاع الإسرائيلي.

### عملية اجتياز الجدار الفاصل بين مصر وغزة
• عملية اجتياز المواطنين الفلسطينيين للجدار الفاصل بين مصر والقطاع في يناير 2008 الماضي اثر اشتداد الحصار، رفعت من سقف تحذيرات ديسكين إلى الذروة، قائلا أن عملية إدخال الوسائل القتالية إلى قطاع غزة التي كان يتم تهريبها من تحت الأرض ستصبح سهلة أكثر عندما تتم فوق الأرض، وأضاف في المقابل فإن الأفضلية تكمن في إمكانية نقل المسؤولية إلى الجانب المصري.
• أما عن معلوماته الاستخبارية بهذا الشأن فحسب زعمه أنه في أيام اقتحام الجدار تم إدخال كميات كبيرة من الوسائل القتالية إلى قطاع غزة، بما في ذلك صواريخ ذات مدى بعيد، وصواريخ مضادة للدبابات وأخرى مضادة للطائرات، بالإضافة إلى مواد تستخدم في إنتاج الصواريخ والقذائف الصاروخية، والتي يصعب الحصول عليها.
• وقال ديسكين إن عملية اقتحام محور فيلادلفي (صلاح الدين) أدت إلى عودة عدد كبير من ناشطي المقاومة من كافة التنظيمات الفلسطينية من إيران وسورية ومصر، بعد أن حصلوا على معلومات كثيرة، وتم تدريبهم في إيران وفي أماكن أخرى، على حد قوله.
• كما ادعى أن المنظمات الفلسطينية قد أدخلت إلى سيناء العشرات من الناشطين في صفوفها، وأن الشاباك تمكن من معاينة ما يقارب 30 محورا يمكن اختراقها من سيناء إلى النقب تشير تقديراته إلى 20 منها تستخدم من قبل نشطاء المقاومة، الذين وصفهم بـالإرهابيين.
بعد العملية العسكرية الإسرائيلية شرق جباليا:
• لعل تحذيرات ديسكين بعد اقتحام المعبر السابق ذكرها دفعت بقوة نحو عملية عسكرية، فكانت العملية العسكرية الإسرائيلية شرق جباليا (المحرقة) بعد حوالي خمس أسابيع.
• بعد انسحاب القوات الإسرائيلية من جباليا قال ديسكين أن معظم صواريخ غراد التي تطلق على إسرائيل جرى تهريبها خلال فترة استباحة الحدود مع مصر.
• وأكد ديسكين على أفضلية وتفوق حماس داخل الأماكن المأهولة وقال: «إن قوة الجيش في المناطق المأهولة منخفضة ومحدودة ويميل ميزان القوى فيه لصالح حماس», وأضاف «بان حماس ستحاول خلال الفترة الأخيرة زيادة الضغط الدولي على إسرائيل مستعينة بوسائل الإعلام الأجنبية».

## تسلسل زمني لمواقفه الاستخباراتية

### موقفه من عملية أسر، وصفقة شاليط
• عقب عملية الوهم المتبدد النوعية والتي تم فيها أسر الجندي الإسرائيلي جلعاد شاليط، قال ديسكين خلال جلسة الحكومة الإسرائيلية الأحد 2/7/2006 إن "اختطاف الجندي جلعاد شاليط كان إنجازاً حقيقياً لحركة حماس ولجان المقاومة الشعبية", غير أنه أضاف أن حماس بدأت تخسر انجازهاً وتدفع الثمن باعتقال الوزراء وأعضاء المجلس التشريعي".
• وهدد ديسكين بأن إسرائيل لم تنه بعد عملها ضد حركة حماس، معتبراً أنه في حال أدارت إسرائيل الأزمة بشكل صحيح؛ فإنها تستطيع أن تحدث تغييراً في الصورة من الوجهة الإستراتيجية على المدى البعيد.
• وطالب بخلق قواعد لعبة جديدة للتعامل مع حماس، وقال: إن حماس تدرك أن جندياً على قيد الحياة هو كنز، غير أنه قال: «من الممكن أن يظل الجندي في الأسر فترة طويلة، فلا يوجد حلول سحرية».
• أما الجيش الإسرائيلي فعرض على حكومته خطة توصي بعقد صفقة «تبادل أسرى» تضمن إطلاق الجندي شاليط سالماً، وأوردت صحف إسرائيلية أن الجيش يدرك أن عملية عسكرية فقط لن تنقذ الجندي، ولذلك أوصى بـتبادل أسرى لكنه عرض على الحكومة في الوقت ذاته خطة لاستنزاف الفلسطينيين والقضاء على حكومة حماس قد يستغرق تنفيذها شهوراً. لكن ديسكين عبر عن موقف متشدد من هذه الخطة وقال: من الممنوع أن نذكر عبارة تبادل أسرى.
• لذلك فقد ضربت عملية «الوهم المتبدّد» عميقاً في داخل المؤسسة الأمنية الصهيونيّة، وجعلتها تعيش في حالة تخبط . فحملة أمطار الصيف التي قام بها جيش الاحتلال في غزة (والتي جاءت بعد عملية الوهم المتبدد)، كشفت عن الكثير من الخلافات بين الأجهزة الأمنية المختلفة، خاصةً بين رئيس جهاز الشاباك يوفال ديسكين من جهة، وقائد أركان الجيش في حينه دان حالوتس ورئيس جهاز الاستخبارات العسكرية عاموس يدلين من جهة أخرى، فقد أعرب يدلين عن أن رئيس الشاباك يحفظ لنفسه بالكثير من المعلومات ولا يشارك أحدًا من الاستخبارات بما يملك. آنذاك عقبت هآرتس نقلاً عن مصادر الشاباك، بأنّ «يدلين» و«ديسكين» مثل القط والفأر، عندما يعرض يدلين تقديراته يقاطعه ديسكين دائمًا، والاثنان يعرضان مواقف مختلفة بما يتعلق بالفلسطينيين.
• في مطلع فبراير 2008 الماضي وأثناء الحديث عن المسار الجديد للتعامل مع قضية تبادل الأسرى الفلسطينيين مقابل إطلاق سراح جلعاد شاليط، أبدى ديسكين تحفظه على إطلاق سراح أسرى فلسطينيين ممن كان لهم دور في عمليات قتل فيها إسرائيليون، ضمن صفقة التبادل بشرط أن يتم نقلهم إلى قطاع غزة، وليس إلى الضفة الغربية. وسبب تحفظ ديسكين هو خشيته من أن إطلاق سراح أسرى خطيرين من حماس وإرسالهم إلى غزة سيشكل خطرا على أمن إسرائيل على حد زعمه. في هذا الموضوع إيهود أولمرت استعان بمستشاره الأمني جدعون عزرا (نائب رئيس جهاز الشاباك سابقا) وبعد التشاور قرر تأييد وجهة نظر المفاوض الإسرائيلي عوفير ديكيل السابق ذكرها ضد رأي رئيس الشاباك يوفال ديسكين على غير المعتاد.

### موقفه من حرب لبنان 2006
• بعد انتهاء الحرب صرح يوفال ديسكين قائلا: «أثناء الحرب أجهزة الدولة انهارت بشكل مطلق، وإنه يجب الاعتراف بذلك، فالشعب الإسرائيلي يرى ويدرك وعلينا واجب الاعتراف بذلك. كانت هناك إخفاقات كثيرة والجمهور يرى ويفهم ذلك». وقال: «لا أعتقد أنه بسبب احتلالي منصب رئيس الشاباك يتعين عليّ أن أصمت وألا أتطرق لما يجري، العكس هو الصحيح بالذات قادة الأجهزة يفترض بهم أن ينتقدوا وأن يحرصوا على التحقيق في القصور».
• هذه التصريحات استفزت الكثيرين من المسؤولين الإسرائيليين، وزير الداخلية الإسرائيلي آنذاك روني بار أون قال: «هذه أقوال تافهة وفارغة من أي مضمون، ولا تنطوي على أية حقيقة. لقد سمعتم رؤساء السلطات المحلية الذين التقينا بهم، وهذا كلام فارغ». أما مدير عام ديوان رئاسة الحكومة الإسرائيلية رعنان دينور فقال:«ديسكين قال هذا الكلام، لأنه لا يعرف الواقع. وعندما يتعرف على التفاصيل الكاملة بشأن فعاليات الحكومة سوف يرى أن الصورة مغايرة».
• لكن ديسكين أصر على موقفه، وأشار إلى أن الحرب في لبنان لم تكن مفيدة لصورة الردع لدولة إسرائيل في المنطقة، وقال: «علينا ألا نستهتر بحزب الله، العملية البرية لم تأت بنتائج».
• وقال ديسكين أن جهازه عرض تقديم مساعدة للجيش الإسرائيلي خلال الحرب التي شنت على لبنان، لكن الجيش رفض هذه المساعدة على حد زعمه.

### موقفه من الاحتلال الأمريكي للعراق
• قال يوفال ديسكين في خطاب له ألقاه في فبراير 2006 أمام طلاب يستعدون للانضمام إلى الخدمة العسكرية وقد سُجّل بشكل سري وبثه التلفزيون الإسرائيلي لاحقا: «إن إسرائيل قد تندم على قرارها دعم الغزو الأمريكي للعراق عام 2003».
• وقال ديسكين قاصدا نظام الرئيس العراقي السابق صدام حسين: «إن ديكتاتورية قوية قد تكون أفضل من الفوضى التي تسود حاليا في العراق».

### التقديرات السنوية الخاصة بجهاز (الشاباك)
في جلسة استعراض التقارير الاستخبارية السنوية التي تعرضها أجهزة الأمن الإسرائيلية أمام الحكومة والتي كانت في هذا العام يوم الأحد 9/3/2008, كان من أهم ما ورد في تقرير الشاباك الذي عرضه ديسكين النقاط التالية:
1- بحسب تقديرات الشاباك فإن احتمال احتمالات اندلاع انتفاضة فلسطينية ثالثة في سنة 2008 ضئيل سواء في حال المس بأماكن دينية وخصوصا بالمسجد الأقصى، أو في حال اتسع حجم المس بالفلسطينيين وسقوط أعداد كبيرة من القتلى.
2- وأضاف تقرير الشاباك أن الشعب الفلسطيني يريد إجراء انتخابات عامة مبكرة للرئاسة الفلسطينية وللمجلس التشريعي الفلسطيني. وأن الشعب الفلسطيني قلق من المشاكل الاقتصادية التي يواجهها. وأنه يظهر تعاملا متناقضا بالنسبة للعمليات المسلحة ضد أهداف إسرائيلية وما زال يولي ثقة بالرئيس الفلسطيني محمود عباس.
3- دعا تقرير الشاباك إلى الاستمرار في سياسة الاغتيالات الإسرائيلية بحق الناشطين الفلسطينيين. وقال إنه "إذا لم يتم فرض قيود ملموسة على عمليات الاغتيال الإسرائيلية فإن سقف الإرهاب سيبقى بمستواه الحالي" في إشارة إلى انخفاض العمليات المسلحة ضد أهداف إسرائيلية".
4- وقال تقرير الشاباك إنه تمت ملاحظة حدوث ارتقاء في كل ما يتعلق بالعمل العسكري لحركة حماس وأن هذا يعتمد بالأساس على التدريبات التي يتلقاها عناصر حماس في إيران.
5- وأضاف التقرير أن حماس قادرة على إطلاق صواريخ لمدى يصل إلى أكثر من 17 كيلومترا. (آخر تقدير صرح به ديسكين في 25/5/2008 أن مدى صواريخ حماس يصل إلى 40 كيلومترا أي يهدد أسدود).
6- وأضاف تقرير الشاباك أن حماس استولت على مخزون الأسلحة وأرشيف المواد الاستخبارية التابعة للسلطة الفلسطينية في قطاع غزة، وتزايد نشاطها في الضفة الغربية وخصوصا في مدينتي نابلس وقلقيلية.

### موقفه من قضية التهدئة في غزة
• بعد انسحاب القوات الإسرائيلية من جباليا قال ديسكين الذي كان يتحدث خلال جلسة الحكومة الأسبوعية أن مصلحة حماس الإستراتيجية تتمثل بسعي الحركة إلى تعزيز وتثبيت حكمها في غزة وإيجاد هدنة تقوم على أساس توازن في ميزان الرعب والردع.
• في مطلع شهر مايو 2008 وبعد الحديث خاصة من الطرف المصري عن قرب التوصل إلى اتفاق التهدئة، دعا يوفال ديسكين أعضاء الحكومة الأمنية الإسرائيلية المصغرة إلى رفض الهدنة بداعي أنها تخدم مصلحة حماس، مضيفاً أنه ينبغي على إسرائيل المطالبة بوقف تام لإطلاق القذائف الصاروخية من القطاع على جنوب إسرائيل، والامتناع عن تنفيذ هجمات مسلحة ضد أهداف إسرائيلية، ووقف تهريب أسلحة من سيناء إلى القطاع.
• علل ديسكين مطالبه بأن حماس وافقت، خلافا للماضي علي وقف نار في القطاع - بدون الضفة - مثلما تطالب إسرائيل، ولكن في الحركة يرفضون التعهد بوقف تهريب السلاح وتطوير القسام إلي مدي يغطي مركز البلاد ويصرون علي حقهم في إصدار العمليات من القطاع ضد جنود الجيش الإسرائيلي بمحاذاة الجدار. وقدر ديسكين بان المنظمات الفلسطينية تريد التهدئة كي تنعش قواها وكي تستعد لما يفترضون بأنه سيأتي في المستقبل - حملة عسكرية واسعة للجيش الإسرائيلي في القطاع. وعليه، كما أوضح، فانه يعارض مضمون الاتفاقات.
• بعدها بأيام قليلة هاجم ديسكين بشدة خلال جلسة الحكومة الإسرائيلية رئيس الطاقم السياسي والأمني في وزارة الحرب الإسرائيلية الجنرال عاموس جلعاد، ومستشار وزير الحرب للشؤون العربية دافيد حاخام، في مفاوضات القاهرة متهما إياهم بإجراء مفاوضات سرية مع حماس من خلال المصريين دون أن يقدموا تقريرا بذلك للجهات الأمنية.
• وقال ديسكين انه لا يفهم كيف يمكن لإسرائيل أن تطالب العالم كله بأن لا يفاوض حماس، وفي الوقت نفسه ترسل مسؤولين كبيرين إلى القاهرة كل يوم اثنين وخميس ليفاوضا رجالات حماس.
• وقال ديسكين "يوجد لدي شعور بان أمرا ما يتم وان مفاوضات من خلف الكواليس لم يبلغ عنها تجري بواسطة عاموس جلعاد ودافيد حاخام", وختم أقواله: أنا اعرف التقارير وافهم ما اقرأ ".
• وكان آخر مواقف ديسكين دعمه لمقترح دمج التهدئة بصفقة تبادل الأسرى.

### موقفه من منح التسهيلات لسلطةعباسفي الضفة
• أعرب يوفال ديسكين، عشية لقاء محمود عباس وإيهود أولمرت الاثنين 7/4/2008 عن معارضته منح تسهيلات للفلسطينيين في الضفة الغربية. ونقلت صحيفة يديعوت أحرونوت عن ديسكين قوله خلال اجتماع الحكومة الإسرائيلية الأسبوعي إنه يعارض إزالة عوائق أو حواجز للجيش الإسرائيلي لمجرد تخفيف الضغط الأميركي على إسرائيل، وطالب باستكمال بناء الجدار العازل قبل تقديم أي تسهيلات للفلسطينيين.
• أشارت يديعوت أحرونوت في ذات السياق إلى أن ديسكين «خرق صلاحياته» عندما اعتبر أنه لا يوجد مبرر لتقديم تسهيلات للفلسطينيين في الضفة وتخفيف الضغط عنهم مقابل «المجازفة» بعملية سياسية- دبلوماسية «قصيرة الأمد ولن تقود إلى أي شيء». وادعى ديسكين أن «بوادر نية حسنة للفلسطينيين من دون أي مقابل ميداني لها إنما تخرج مارد الإرهاب من القمقم». وأضاف أنه «طالما أنّ الوضع السياسي الميداني الفلسطيني لم يتغير بالفعل وطالما لا توجد سلطة فلسطينية قوية مع أجهزة أمن تتحمل المسؤولية، وطالما لا يوجد جدار عازل كامل وطالما أن التفتيش في المعابر (أي الحواجز العسكرية) ليست فعالة، فإن أي بادرة نية حسنة وأي تسهيل سيؤدي فقط إلى نشوء فراغ يستدعي إرهابا».
• بحسب ديسكين فإن التهدئة، التي تم التوصل إليها في الضفة في العام 2005، وشملت، بحسب مزاعمه إزالة حواجز عسكرية وإطلاق سراح أسرى وتحديد ملاحقة المطلوبين فقط ضد من تدعي إسرائيل أنهم «قنابل موقوتة»، أسفرت عن إعادة بناء قوة حركة الجهاد الإسلامي، في الوقت الذي تمكن الشاباك من القضاء على قواعد الجهاد خلال ثلاث سنوات سبقت هذه التهدئة.
• ورد على أقوال ديسكين قال وزير الحرب الإسرائيلي إيهود باراك: «قدمنا تسهيلات كثيرة وحصلنا على إطراء من وزيرة الخارجية الأميركية كوندوليزا رايس، ومبعوث الرباعية الدولية توني بلير ومن البريطانيين والفلسطينيين. ويحظر علينا تقوية الادعاء بأن المفاوضات ستفشل وأننا لم نمنح ما يكفي من التسهيلات». وأضاف باراك أنه يعمل على «تقوية المعتدلين في الجانب الفلسطيني من دون نسيان المصلحة العليا لإسرائيل وهي الأمن».

### مواقفه في التعامل معفلسطينيي الداخل 48
• وفق ما أشارت إليه صحيفة «معاريف» في عددها الصادر بتاريخ 13/3/2007 أبلغ رئيس يوفال ديسكين رئيس الوزراء إيهود أولمرت بأن «الأقلية العربية تمثل خطراً على إسرائيل», وهو ما رافقه طرح خطة وضعها «الشاباك» ونفذتها الأحزاب السياسية والمرجعيات الدينية ووسائل الإعلام اليهودية، وجوهرها التحريض على الفلسطينيين.
• أسفر ذلك التحريض عن موقف عدائي بيّنه استطلاع نشرته صحيفة «يديعوت أحرونوت» في 28 مارس 2007، وكانت خلاصته أن أكثر من 40% من اليهود يطالبون بمنع الفلسطينيين من المشاركة في الحياة السياسية، بينما يعتبر 64.4% من اليهود أن فلسطينيي 48 يعرّضون أمن الدولة الصهيونية للخطر بسبب معدل الولادة العالي لديهم. بل إن استطلاعاً أخيراً نشرت نتائجه يوم 1/4/2008، يُظهِِِر بأن 75% من الإسرائيليين يؤيدون ترحيل فلسطينيي 48 في إطار «الحل الدائم»!
• في مطلع مايو 2007 عقد رئيس الوزراء الإسرائيلي إيهود أولمرت جلسة مغلقة مع رئيس الشاباك يوفال ديسكين، شارك فيها مسؤولون في أجهزة الأمن تحت عنوان «الأقلية العربية في إسرائيل وانخفاض نسبة تضامنهم مع الدولة وتزايد القوى الراديكالية والمخاطر المنطوية على ذلك». وتحدث تقرير الشاباك في الجلسة عن: «تزايد تأييد عرب إسرائيل للفلسطينيين، وزيادة تأييدهم لجهات إرهابية، وتزايد تأييدهم لإيران وحزب الله وجهات لا تعترف بشرعية وجود إسرائيل كدولة يهودية». وحذر الشاباك أيضا مما يعتبرها «ظاهرة وثائق الرؤية المستقبلية التي كثرت مؤخرا لدى عرب إسرائيل».. ويضيف: «هناك أربع وثائق من هذا النوع والمشترك بينها هي رؤية إسرائيل كدولة لجميع مواطنيها وليست دولة يهودية».
• وفي تقريره السنوي الذي عرضه ديسكين أمام حكومته وفي الجزئية الخاصة بفلسطينيي الداخل قال: إنه «تزايدت مظاهر الاحتجاج ضد مؤسسات الحكم (الإسرائيلية) في سنة 2007», وأن 25 مواطنا عربيا إسرائيليا كانوا ضالعين في الإرهاب في السنة الماضية وتم تنشيطهم من خلال المنظمات الإرهابية في المناطق الفلسطينية.